# Domagoj Vida
Domagoj Vida (Osijek, 29 d'abril de 1989) és un futbolista croat que juga amb l'AEK Atenes FC. Pot jugar en qualsevol posició defensiva, però juga sobretot com a defensa central o lateral dret. El seu pare Rudika també va ser jugador de futbol.